# Olympische Sommerspiele 1976/Schwimmen – 100 m Freistil (Männer)
Der Schwimmwettkampf über 100 Meter Freistil der Männer bei den Olympischen Spielen 1976 in Montrèal wurde am 24. und 25. Juli ausgetragen. Der US-Amerikaner Mark Spitz startete schnell ins Rennen und war beim Anschlag nach 50 Metern bereits in Führung. Mit einem neuen Weltrekord gewann schließlich seine sechste von Goldmedaillen bei den Spielen. Silber ging an seinen Landsmann Jerry Heidenreich und Bronze an Wladimir Bure aus der Sowjetunion.

## Rekorde
Vor Beginn der Olympischen Spiele waren folgende Rekorde gültig.
| Weltrekord         | 50,59 s | James Montgomery | Kansas City, Vereinigte Staaten | 23. August 1975   |
| Olympischer Rekord | 51,22 s | Mark Spitz       | München, BR Deutschland         | 3. September 1972 |

Folgende neue Rekorde wurden aufgestellt:
| Weltrekord | 50,39 s | James Montgomery | Halbfinale 1 |
| Weltrekord | 49,99 s | James Montgomery | Finale       |

## Ergebnisse

### Vorläufe
Lauf 1
| Rang | Athlet          | Nation         | Zeit    | Anm. |
| ---- | --------------- | -------------- | ------- | ---- |
| 1    | Andrei Bogdanow | Sowjetunion    | 53,23 s | q    |
| 2    | Stefan Georgiew | Bulgarien      | 53,85 s |      |
| 3    | Roger Pyttel    | DDR            | 53,93 s |      |
| 4    | Dirk Braunleder | BR Deutschland | 54,04 s |      |
| 5    | Jorge Comas     | Spanien        | 54,05 s |      |
| 6    | Mark Crocker    | Hongkong       | 54,14 s |      |
| 7    | Kozo Higuchi    | Japan          | 54,67 s |      |

Lauf 2
| Rang | Athlet             | Nation         | Zeit    | Anm. |
| ---- | ------------------ | -------------- | ------- | ---- |
| 1    | Marcello Guarducci | Italien        | 51,57 s | Q    |
| 2    | Steve Pickell      | Kanada         | 52,65 s | Q    |
| 3    | Martin Smith       | Großbritannien | 53,17 s | Q    |
| 4    | René Écuyer        | Frankreich     | 53,20 s | Q    |
| 5    | Ramón Volcan       | Venezuela      | 53,53 s |      |
| 6    | Helmut Levy        | Kolumbien      | 54,60 s |      |
| 7    | Kris Sumono        | Indonesien     | 55,50 s |      |

Lauf 3
| Rang | Athlet             | Nation             | Zeit    | Anm. |
| ---- | ------------------ | ------------------ | ------- | ---- |
| 1    | Klaus Steinbach    | BR Deutschland     | 51,47 s | Q    |
| 2    | Jack Babashoff     | Vereinigte Staaten | 51,53 s | Q    |
| 3    | Jorge Delgado      | Ecuador            | 53,91 s |      |
| 4    | Neil Rogers        | Australien         | 53,96 s |      |
| 5    | Paul Jouanneau     | Brasilien          | 54,49 s |      |
| 6    | Campari Knoepffler | Nicaragua          | 58,48 s |      |

Lauf 4
| Rang | Athlet          | Nation      | Zeit    | Anm. |
| ---- | --------------- | ----------- | ------- | ---- |
| 1    | Wladimir Bure   | Sowjetunion | 51,81 s | Q    |
| 2    | Andrei Krylow   | Sowjetunion | 52,02 s | Q    |
| 3    | Gary MacDonald  | Kanada      | 52,91 s | Q    |
| 4    | Svante Rasmuson | Schweden    | 53,20 s | Q    |
| 5    | Glenn Patching  | Australien  | 53,29 s |      |
| 6    | Gerardo Rosario | Philippinen | 56,00 s |      |

Lauf 5
| Rang | Athlet          | Nation                       | Zeit    | Anm. |
| ---- | --------------- | ---------------------------- | ------- | ---- |
| 1    | Joe Bottom      | Vereinigte Staaten           | 51,47 s | Q    |
| 2    | Peter Nocke     | BR Deutschland               | 51,59 s | Q    |
| 3    | Bruce Robertson | Kanada                       | 53,37 s |      |
| 4    | Peter Coughlan  | Australien                   | 53,49 s |      |
| 5    | Dan Larsson     | Schweden                     | 53,81 s |      |
| 6    | Gianni Versari  | Panama                       | 54,11 s |      |
| 7    | Steven Newkirk  | Amerikanische Jungferninseln | 55,43 s |      |

Lauf 6
| Rang | Athlet            | Nation             | Zeit    | Anm. |
| ---- | ----------------- | ------------------ | ------- | ---- |
| 1    | James Montgomery  | Vereinigte Staaten | 52,13 s | Q    |
| 2    | Michel Rousseau   | Frankreich         | 52,43 s | Q    |
| 3    | Roberto Pangaro   | Italien            | 53,05 s | Q    |
| 4    | Kevin Burns       | Großbritannien     | 53,23 s | q    |
| 5    | Fritz Warncke     | Norwegen           | 53,55 s |      |
| 6    | Fernando Cañales  | Puerto Rico        | 55,31 s |      |
| 7    | José Pereira      | Portugal           | 55,46 s |      |
| 8    | Sigurður Ólafsson | Island             | 56,01 s |      |

Entscheidungslauf um Platz 16
Da zwei Schwimmer in ihren Läufen die gleiche Zeit schwammen, gab es einen Entscheidungslauf um den sechzehnten Platz, der zur Teilnahme am Halbfinale berechtigte.
| Rang | Athlet          | Nation         | Zeit    | Anm. |
| ---- | --------------- | -------------- | ------- | ---- |
| 1    | Andrei Bogdanow | Sowjetunion    | 52,82 s | Q    |
| 2    | Kevin Burns     | Großbritannien | 53,11 s |      |

### Halbfinale
Lauf 1
| Rang | Athlet             | Nation             | Zeit    | Anm.  |
| ---- | ------------------ | ------------------ | ------- | ----- |
| 1    | James Montgomery   | Vereinigte Staaten | 50,39 s | Q, WR |
| 2    | Marcello Guarducci | Italien            | 51,35 s | Q     |
| 3    | Klaus Steinbach    | BR Deutschland     | 51,62 s | Q     |
| 4    | Wladimir Bure      | Sowjetunion        | 51,93 s | Q     |
| 5    | Roberto Pangaro    | Italien            | 52,68 s |       |
| 6    | Stephen Pickell    | Kanada             | 52,89 s |       |
| 7    | René Ecuyer        | Frankreich         | 52,92 s |       |
| 8    | Andrei Bogdanow    | Sowjetunion        | 53,05 s |       |

Lauf 2
| Rang | Athlet           | Nation             | Zeit    | Anm. |
| ---- | ---------------- | ------------------ | ------- | ---- |
| 1    | Jack Babashoff   | Vereinigte Staaten | 51,46 s | Q    |
| 2    | Peter Nocke      | BR Deutschland     | 51,83 s | Q    |
| 3    | Joe Bottom       | Vereinigte Staaten | 51,92 s | Q    |
| 4    | Andrei Krylow    | Sowjetunion        | 52,32 s | Q    |
| 5    | Michel Rousseau  | Frankreich         | 52,36 s |      |
| 6    | Gary MacDonald   | Kanada             | 52,96 s |      |
| 7    | Martin Smith     | Großbritannien     | 53,11 s |      |
| 8    | Svante Rasmussen | Schweden           | 53,34 s |      |

### Finale
| Rang | Athlet             | Nation             | Zeit    | Anm. |
| ---- | ------------------ | ------------------ | ------- | ---- |
| 1    | James Montgomery   | Vereinigte Staaten | 49,99 s | WR   |
| 2    | Jack Babashoff     | Vereinigte Staaten | 50,81 s |      |
| 3    | Peter Nocke        | BR Deutschland     | 51,31 s |      |
| 4    | Klaus Steinbach    | BR Deutschland     | 51,68 s |      |
| 5    | Marcello Guarducci | Italien            | 51,70 s |      |
| 6    | Joe Bottom         | Vereinigte Staaten | 51,79 s |      |
| 7    | Wladimir Bure      | Sowjetunion        | 52,03 s |      |
| 8    | Andrei Krylow      | Sowjetunion        | 52,15 s |      |